# Facepunch Studios
Facepunch Studios ist ein britisches Entwicklerstudio. Gegründet wurde das Studio im Jahre 2004 von Garry Newman. Bekannt wurde das Studio durch die Computerspiele Garry’s Mod und Rust.

## Unternehmensgeschichte
Das Entwicklerstudio hatte ursprünglich nur vier Entwickler, Garry Newman, Matthew Schwenk, Bryn Shurman, und Arthur Lee, welche 2003 an dem Videospiel Facewound arbeiteten. Für den Namen Facepunch entschied sich die Gruppe nach langem Brainstorming, bei der am Ende zwei Namen herauskamen: Facewound und Facepunch. Sie entschieden sich das Spiel Facewound und sich selbst Facepunch zu nennen, da es „zu lustig klingt, um den Namen einfach sterben zu lassen“.
2004 begann Garry Newman mit der Entwicklung von Garry’s Mod, welches ursprünglich nur ein Nebenprojekt war. 2005 wurde die Entwicklung von Facewound abgebrochen und das Studio wurde aufgelöst. In der Zwischenzeit wurde Garry’s Mod immer populärer und Garry Newman gründete 2009 mit dem Geld, das er durch die Verkäufe von Garry’s Mod bekam, das Studio nochmals.
Bis September 2021 wurden 20 Millionen Exemplare von Garry’s Mod verkauft.
Momentan arbeiten 31 Entwickler an dem Videospiel Rust.
Am 10. März 2021 wurden in Straßburg bei einem Großbrand Teile des größten Rechenzentrums in Europa, das von dem Internetdienstleister OVH betrieben wird, zerstört. Dabei wurden in großem Umfang Kundendaten, für die es kein Backup gab, unwiederbringlich vernichtet. Betroffen war auch Facepunch, das alle 25 in der EU befindlichen Server für Rust komplett verlor. Zwar wurden die Server inzwischen weitgehend ersetzt, jedoch konnten viele Spieler-Daten nicht mehr wiederhergestellt werden.

## Produzierte Videospiele
| Titel       | Veröffentlichung | Genre                   | Plattform                                         |
| ----------- | ---------------- | ----------------------- | ------------------------------------------------- |
| Facewound   | 2003             | Shoot ’em up            | Microsoft Windows                                 |
| Garry’s Mod | 24. Dez. 2004    | Sandbox                 | Microsoft Windows, macOS, Linux                   |
| Rust        | 8. Feb. 2018     | Survival                | Microsoft Windows, macOS, PlayStation 4, Xbox One |
| Clatter     | 10. Dez. 2018    | Echtzeit-Strategiespiel | Microsoft Windows                                 |
| Chippy      | 14. Juni 2019    | Shoot ’em up            | Microsoft Windows                                 |
| s&box       | In Entwicklung   | Software, Engine        | Microsoft Windows                                 |

### Eingestellte Spiele
| Titel           | Veröffentlichung | Genre            | Plattform                       |
| --------------- | ---------------- | ---------------- | ------------------------------- |
| Absorb          | Eingestellt      | Action, Survival | Microsoft Windows               |
| Approval        | Eingestellt      | Minispiel        |                                 |
| Architect       | Eingestellt      | Simulation       |                                 |
| Beep! Beep!     | Eingestellt      | Rennspiel        |                                 |
| Before          | Eingestellt      | Survival         | Microsoft Windows, macOS, Linux |
| Break In        | Eingestellt      | Koop             |                                 |
| Chunks          | Eingestellt      | VR               | Microsoft Windows               |
| Cyber Bastareds | Eingestellt      |                  |                                 |
| Deuce           | Eingestellt      | Sport            | Microsoft Windows, macOS, Linux |
| Ephyra          | Eingestellt      | Action           |                                 |
| Ruin            | Eingestellt      | Fantasy          |                                 |
| Troubleshooter  | Eingestellt      | Arcade-Shooter   | Microsoft Windows, macOS, Linux |
| Tub             | Eingestellt      | Koop             |                                 |
| VRcade          | Eingestellt      | VR               | Microsoft Windows, macOS, Linux |
| Skycruise       | Eingestellt      | Shoot ’em up     |                                 |